# Иванов Бор (Вологодская область)
Иванов Бор — деревня в Кирилловском районе Вологодской области.
Входит в состав Алёшинского сельского поселения, с точки зрения административно-территориального деления — центр Ивановоборского сельсовета.
Расстояние до районного центра Кириллова по автодороге — 16 км, до центра муниципального образования Шиндалово по прямой — 1,1 км. Ближайшие населённые пункты — Крапивино, Шексна, Шаврово, Шиндалово, Щетинино.
По переписи 2002 года население — 280 человек (129 мужчин, 151 женщина). Всё население — русские.